# Franck Songo'o
Franck Steve Songo'o (Yaoundé, 14 de maio de 1987) é um futebolista profissional camaronês.

## Família
Dois parentes de Franck tem o futebol correndo "nas veias": além de seu pai, Jacques, goleiro que defendeu os Leões em quatro Copas, o irmão, Yann, possui contrato com a equipe francesa do Metz.

## Carreira

### Inicio
Revelado pelo Deportivo, time pelo qual seu pai, Jacques, se destacou durante a década de 1990, teve também uma rápida e despercebida passagem pelo Barcelona, sempre atuando pelas equipes inferiores dos Blaugranas.
Em 2005, Franck foi contratado pelo inglês Portsmouth, mas, não se firmando nos Pompeys, foi emprestado a equipes de menos expressão da Albion (Bournemouth, Preston North End, Crystal Palace e Sheffield Wednesday).
Regressou à Espanha em 2008, contratado pelo Zaragoza. Mas ele também foi escassamente aproveitado nas partidas e foi novamente emprestado, desta vez à Real Sociedad.
Em 2012 assinou com o Portland Timbers dos Estados Unidos.

### Seleções Francesa e Camaronesa
Franck Songo'o possui dupla nacionalidade: é francês (por ter atuado na Seleção Sub-19 daquele país) e camaronês (atuou pela equipe sub-23 e disputou uma partida pela equipe principal).